# Dengcun
Dengcun (kinesiska: 邓村, 邓村乡) är en socken i Kina. Den ligger i provinsen Hubei, i den centrala delen av landet, omkring 320 kilometer väster om provinshuvudstaden Wuhan. Antalet invånare är 24520. Befolkningen består av 11 501 kvinnor och 13 019 män. Barn under 15 år utgör 11,0 %, vuxna 15-64 år 76 %, och äldre över 65 år 12,0 %.
Genomsnittlig årsnederbörd är 1 331 millimeter. Den regnigaste månaden är maj, med i genomsnitt 206 mm nederbörd, och den torraste är december, med 14 mm nederbörd.